# Gill German
Pour les articles homonymes, voir German.
Gill German est une personnalité politique britannique du Parti travailliste. Elle est députée pour la circonscription électorale Clwyd North depuis 2024.

## Biographie
Gill German est élue conseillère du comté de Prestatyn North en 2022 et est vice-présidente du conseil du comté de Denbighshire, ainsi que membre principal pour l'éducation, les enfants et les familles.
Elle est investie en septembre 2023 comme candidate parlementaire travailliste pour la nouvelle circonscription de Clwyd North. Elle remporte le siège lors des élections générales de 2024 pour la circonscription électorale Clwyd North, battant son adversaire conservateur Darren Millar (en) avec 1 196 voix de plus que lui,.